# Ipomoea cuneifolia
Ipomoea cuneifolia är en vindeväxtart som beskrevs av Carl Daniel Friedrich Meisner. Ipomoea cuneifolia ingår i släktet praktvindor, och familjen vindeväxter. Inga underarter finns listade i Catalogue of Life.